# Castelo de Condé

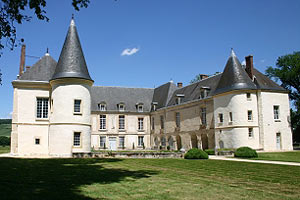
Fachada sul do Château de Condé.

O Château de Condé é um palácio da França situado na comuna de Condé-en-Brie, departamento de Aisne), sobre a rota do Champagne, 100 km a este de Paris. O Château de Condé é um domínio privado, classificado como Monumento Histórico, habitado todo o ano.
Por ordem dos Bourbon, dos príncipes de Saboia e do Marquês de La Faye, os mais prestigiados artistas, como Watteau, Boucher ou Oudry, realizaram as sumptuosas decorações seiscentistas e setecentistas do château. Este palácio permite evocar uma parte da história da França através de personagens ilustres como os Condé, os Saboia, La Fontaine ou Richelieu, sem esquecer Olympe e os seus "poudres" misteriosos.
A ala Watteau e os seus frescos descobertos recentemente, o quarto de Richelieu, os aposentos privados e o excepcional salão decorado por Oudry constituem as principais atracções do palácio.

## História

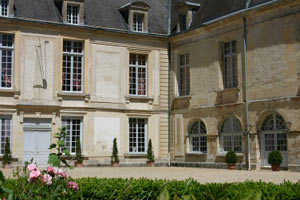
Detalhe do cour d'honneur do Château de Condé.

A proximidade da confluência do rio Dhuys com o rio Surmelin, afluente do Marne, motivaram o nome da aldeia de Condé-en-Brie. De facto, a raiz da palavra Condé provém do termo de origem celta condatum, o qual significa, etimologicamente, "confluente".
Habitado desde tempos remotos, este lugar serviu de cenário, no amo 500, a um combate que opôs os Sénons aos Condrusos. Subsistem inortantes vestígios desta época nas fundações do château, os quais pertencem, provavelmente, a uma villa galo-romana. O bem-aventurado Jean de Montmirail foi o primeiro senhor de Condé. Na época, não ea mais que um feudo nobre possuidor de alta e baixa justiça e autorização de forcas patibulares. O seu genro, Enguerrand III de Coucy, construiu, em 1200, o primeiro castelo digno desse nome. As muralhas de dois metros de espessura e as grandes seteiras são testemunhas deste período. Marie de Coucy, último membro desta linhagem, levou, em 1400, as terras de Condé ao seu marido, o Conde de Bar, as quais passaram em seguida, pelo jogo de alianças, à Casa de Luxemburgo. Em 1487, a Casa de Bourbon tomou posse do senhorio pelo casamento de Maria de Luxemburgo com François de Bourbon, Conde de Vendôme. Em seguida, este passou a propriedade ao seu filho Louis, chamado de Cardeal de Bourbon-Vendôme, abade de Saint-Denis, arcebispo de Sens, bispo de Laon e de Luçon. Este último transformou o château dos Coucy num grande local de reunião de caça renascentista, do qual o edifício actual não representa mais que cerca de dois terços da superfície inicial. Os seus brasões coroadas pelo chapéu cardinalício ainda figuram no frontão duma porta e numa chaminé.

### O berço da Casa de Condé

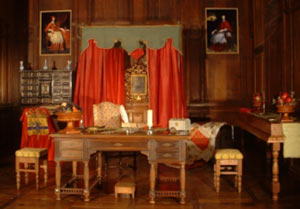
Quarto do Cardeal de Richelieu.

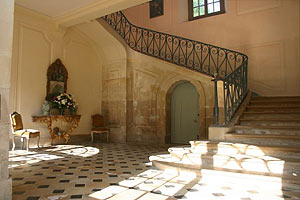
Escadaria de honra.

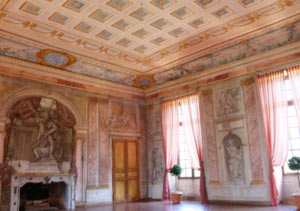
Sala decorada por Servandoni.

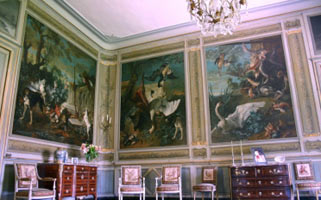
Detalhe do Salão decorado por Jean-Baptiste Oudry.

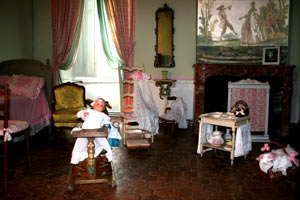
Quarto do Músico (detalhe da ala Watteau).

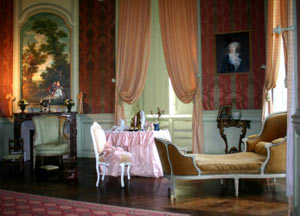
Quarto de Olympe.

O château, ainda fechado em volta dum pátio quadrado, estava ele próprio cercado por muros que se estendiam até dois edifícios dessa época: a "portaria" a oeste, atualmente uma simples granja, e a capitania a este, antigo alojamento do capitão dos guardas, sob a qual estavam situadas as prisões, da qual subsistem a pesada porta e as impressionantes trancas. Numerosos subterrâneos, alguns deles ainda capazes de serem reutilizados, ligam entre si os diferentes edifícios à beira do rio. Luís, sobrinho do Cardeal de Bourbon-Vendôme que foi seu tutor, fez-se chamar de "Monsieur le Prince". Correntemente designado sob o nome de Prince de Condé, este título persistiu, sem dúvida, porque ele estimava muito este lugar por ter ali passado uma parte da sua infância. Aquando da morte do seu tio, em 1556, ele herdou as terras de Condé, as quais se estendiam por mais duma dezena de aldeias. A sua primeira esposa, Éléonore de Roye, cuidou ali dos seus filhos. Esta faleceu em 1564, depois de ter estado um pouco abandonada pelo príncipe, chefe do partido huguenote. Depois do seu assassinato, em Jarnac, pelo capitão Montesquiou, em  1569, o principado de Condé permaneceu na Casa de Bourbon até 1624, ano em que passou para a Casa de Saboia pelo casamento de Marie de Bourbon-Condé com Thomas de Savoie-Carignan.
O Château de Condé, um palácio que teve o privilégio de dar o seu nome a um dos ramos mais ilustres da Casa de Bourbon  , conheceu, então, uma sorte menos invejável. Em 1711, Luís XIV confiscou os bens dos Saboia em França, sem dúvida para se vingar das derrotas que lhe havia infligido o Príncipe Eugénio à cabeça dos exércitos austríacos. O palácio, sujeito a sequestro, foi ocupado militarmente de 1711 a 1719, encontrando-se em franco mau estado quando foi comprado por Jean-François Leriget de La Faye.

### Jean-François Leriget de La Faye
La Faye, dono de numerosos talentos, foi um financeiro, um homem de letras e um diplomata ao serviço do Rei Luís XIV e do Regente, Filipe II, Duque d'Orleães.
Administrador da Companhia Francesa das Índias Orientais, membro da Académie Française, também foi chefe do Gabinete Real e conselheiro particular do Rei. A esse título, esteve encarregado de missões importantes como, entre outras, a de encontrar uma esposa para o jovem Luís XV. Sendo já proprietário de dois hôtels particuliers em Paris, onde dava recepções literárias, desejava desfrutar duma residência "dos campos", transformando o Château de Condé à moda do século XVIII.
Confiou a realização das renovações a Servandoni, um dos arquitectos do Palazzo Farnese em Roma, mestre do trompe-l'œil e especialista da decoração de teatro móvel. Este deu ao palácio o seu aspecto actual. Conservou apenas os três edifícios em torno do cour d'honneur, suprimindo a quarta ala que fechava o pátio, fazendo entrar ali o sol. Refez os telhados e quis dar à fachada o aspecto simétrico tão ao gosto da época, mas teve que defrontar-se com as construções do século XIII e com a espessura das suas paredes, o que o obrigou a exercer o seu talento de trompe-l'œil através da criação de falsas janelas sobre uma parte da fachada. Foi igualmente encarregado de decorar o interior, tendo substituído a escadaria de pedra renascentista por uma vasta escadaria de honra, valorizando assim os toilettes (vestes da moda) da época. Decorou ele próprio o grande salão central, consagrado ao teatro e à música. As suas telas, pintadas à maneira das decorações de teatro, encontram-se estendidas sobre as quatro paredes, reproduzindo, em trompe-l'œil, estátuas de Girardon executadas para o parque do Château de Versailles, e cenas mitológicas, copias dos frescos do Palazzo Farnese.
O Marquês de la Faye, grande coleccionador de quadros, também obteve o apoio de pintores célebres da época. Jean-Baptiste Oudry pintou, para um outro grande salão, quatro magníficos quadros representando regressos da caça e da pesca. As outras salas foram decoradas por Watteau, Lancret, Lemoyne e pelos seus alunos. Apesar da destruição causada pela guerra de 1914, são numerosas as pinturas atribuídas a essas escolas. Este trabalho de decoração foi prosseguido pelo seu sobrinho e herdeiro, Jean-François II Lériget de la Faye, cuja filha casou com o Conde de la Tour du Pin Lachaux. Foi ela que, à morte do seu pai, herdou o palácio e as terras de Condé, os quais pertenceram àquela família até 1814, ano em que, por herança, a Condessa de Sade, nora do célebre Marquês de Sade, se tornou sua proprietária.

### As famílias Sade e Pasté de Rochefort
A família Sade manteve o paláico e as suas propriedades até 1983. Depois da ocorrência das duas Guerras Mundiais, as quais danificaram seriamente o edifício, começaram as obras de restauro ainda em curso.
O novo proprietário, Alain Pasté de Rochefort, não é completamente estranho a Condé. Um dos seus antepassados, o Capitão Pasté, foi, no século XVI, um dos dois capitães da guarda privada do primeiro Príncipe de Condé, tendo permanecido, sem dúvida, muitas vezes na região por esse motivo. Pasté de Rochefort prosseguiu as obras empreendidas pelos seus antecessores até ao seu falecimento acidental, no dia 24 de Fevereiro de 1993. Depois disso, a sua viúva, ajudada pelos seus filhos (Alice e Aymeri), continuou as obras de restauro. As tarefas a cumprir ainda são numerosas, sendo o conjunto dos trabalhos conduzido num espírito de continuidade. O palácio é habitado durante todo o ano.